# Gospodarstvo Meksika
Gospodarstvo Meksika je 13. po veličini u svijetu nominalno i 11. po paritetu kupovne moći, prema Svjetskoj banci. 
Od krize iz 1994., poboljšala se makroekonomska osnova. Meksiko nije značajnije osjetio južnoameričku krizu iz 2002., iako je imao niske stope rasta. No, Meksiko je bio jedna od latinoameričkih zemalja, koje su najviše pogođene recesijom 2008.
Unatoč jedinstvenoj makroekonomskoj stabilnosti, koja je smanjila inflaciju i kamatne stope na rekordno niske razine, a povećala dohodak po glavi stanovnika, postoje ogromne razlike između urbanog i ruralnog stanovništva, te sjevera i juga države, bogatih i siromašnih. Neki od Vladinih izazova obuhvaćaju nadogradnju infrastrukture, modernizaciju poreznog sustava i radnog zakonodavstva te smanjenje nejednakosti dohotka.
Gospodarstvo ubrzano razvija moderne industrijske i uslužne sektore, s povećanjem privatnog vlasništva. Kao izvozno orijentirano gospodarstvo, više od 90% meksičke trgovine je u ugovorima o slobodnoj trgovini s više od 40 zemalja, uključujući Europsku uniju, Japan, Izrael i velik dio Srednje i Južne Amerike. Najutjecajniji je Sjevernoamerički sporazum o slobodnoj trgovini (NAFTA), koji je stupio na snagu 1994., a potpisan 1992., od strane vlada SAD-a, Kanade i Meksika. Godine 2006., trgovina sa SAD-om i Kanadom iznosila je gotovo 90% izvoza i 55% uvoza. Nedavno, je meksički kongres odobrio važne porezne, mirovinske i pravosudne reforme i reforme u naftnoj industriji.
Prema Forbes-ovom popisu najvećih svjetskih tvrtki u 2008. godini, Meksiko je imao 16 tvrtki na popisu (América Móvil, Cemex, Carso Global Telecom, Femsa i dr.)
Meksiko ima radne snage 78 milijuna radnika. OECD i WTO u podacima iznose, da meksički radnici rade najviše sati godišnje u svijetu (2. je Japan, 3. Portugal, 10. Slovenija), ali je profitabilnost niska.